# Eva Busch
Eva Busch, geb. als Senta Eva Elisabeth Zimmermann (* 22. Mai 1912 in Berlin; † 20. Juli 2001 in München), war eine deutsche Sängerin und Kabarettistin.

## Leben
Eva Busch war die Tochter der Opernsängerin Emmy Zimmermann. Ihr Vater war der Dirigent Franz Beidler, der mit der ältesten Tochter Richard Wagners, Isolde, verheiratet war. Sie trat gemeinsam mit ihrem Ehemann Ernst Busch regelmäßig in der Berliner Volksbühne und in damals stark frequentierten Kabarettbühnen auf. Die beiden reüssierten unter anderem mit Liedern von Bertolt Brecht, Walter Mehring und Kurt Tucholsky. Nach der Machtübernahme der Nationalsozialisten 1933 emigrierte Eva mit ihrem Mann nach Holland, wo sie sich 1934 trennten. Eva Busch sympathisierte wie ihr Mann weiterhin offen mit dem antifaschistischen Widerstand. 1937 wurde sie aus Deutschland ausgebürgert.
Eva Busch lebte längere Zeit in Paris und trat in verschiedensten Cabarets auf. Als Deutschland in Frankreich einmarschierte, konnte sie zunächst noch mit den Orchestern von Jacques Méthéhen und Adolf Steimel Platten aufnehmen, darunter die deutschen Titel Zigarette (von Rudolf Nelson), Ich muß dir so viel sagen (von Theo Mackeben) und den populären Filmschlager Bel Ami (ebenfalls von Mackeben). Im Februar 1941 wurde sie mit vielen anderen deutschen Emigranten verhaftet und von mit Deutschland kooperierenden Milizen vorübergehend im Vélodrome d’Hiver festgehalten. Bis zum Ende der Nazi-Herrschaft war sie im Camp de Gurs sowie vier Jahre im Konzentrationslager Ravensbrück interniert.
Anfang 1946 lernte sie die Journalistin George Sinclair kennen, mit der sie von nun an in Paris zusammenlebte.
In weiterer Folge begründete Eva Busch eine internationale Karriere als Chansonniere und Sängerin. Sie war häufig in den USA zu Gast, wo sie unter anderem mit Bing Crosby auf der Bühne stand, tourte fortwährend durch europäische Länder wie Frankreich oder die Niederlande und besang zahlreiche Schallplatten. Die damals überaus populäre Künstlerin gehörte bis in die 1970er Jahre zu den angesehensten Vertreterinnen ihres Fachs und erreichte nicht zuletzt aufgrund regelmäßiger Fernseh- und Radioauftritte große Bekanntheit.
Nach Sinclairs Tod am 19. Mai 1984 verließ Eva Busch Frankreich und zog nach München. Während der 1990er Jahre trat sie noch gelegentlich in Talkshows auf. Zu ihren bekanntesten Titeln gehören die Chansons Es sprechen so viele von Liebe, die gar nichts von Liebe verstehen und Der Wind und das Meer.

## Autobiografie
- Eva Busch: Und trotzdem. Eine Autobiographie. Albrecht Knaus Verlag, München 1991, 347 S.

## Diskografie

### Schellack-Platten (Auswahl)
- Schatz, der erste Satz zum großen Glück... - Paso Doble a. d. Operette "Glückliche Reise" (Künneke/Bertuch/Schwabach) Matr: E-OD 1330-2, Electrola E.G. 2705, MAREK WEBER und sein Orchester, mit Gesang: ERNST VEREBES (EVA BUSCH ungenannt) Berlin, 8. Dezember 1932
- Man trägt rot - Foxtrot a. d. Film "Wenn die Mode Frühling macht" (Mann/Weiss/Rotter) Electrola, MAREK WEBER und sein Orchester, mit Refraingesang (ungenannt: EVA BUSCH)
- Jede Frau geht gerne mal zum Tanztee - Rumba a. d. Operette "Glückliche Reise" (Künneke/Bertuch/Schwabach) Columbia, EDDIE SAXON und sein Orchester, Gesang: EVA BUSCH, ERNST VEREBES
- Warum, weshalb, wieso? - Foxtrot a. d. Operette "Glückliche Reise" (Künneke/Bertuch/Schwabach) Columbia, EDDIE SAXON und sein Orchester, Gesang: EVA BUSCH, ERNST VEREBES
- O Annabella - Walzer a. d. Nelson-Revue "Etwas für Sie" (Nelson/Hannes) Matr. E-OD 1455-2, Electrola E.G. 2739, DIE WEINTRAUBS mit Refraingesang (ungenannt: EVA BUSCH, ERIC HELGAR, EDMUND FRITZ' SINGING BABIES) Berlin, 17. Februar 1933
- Jo-Jo - Foxtrot a. d. Nelson-Revue "Es hat geklingelt" (Nelson/Hannes/Schwabach) Matr. E-OD 1456-2, Electrola E.G. 2739, DIE WEINTRAUBS mit Refraingesang (ungenannt: EVA BUSCH, ERIC HELGAR, ROSY POINDEXTER, FREDDY WISE) Berlin, 17. Februar 1933
- Gruß und Kuß Veronika - Foxtrot aus dem gleichnamigen Tonfilm (Wachsmann/Schwabach) Matr. WR 471-2, Columbia DW. 2173, DIE WEINTRAUBS mit Refraingesang (ungenannt: EVA BUSCH) Berlin, April 1933
- Ein Kuß, der muß aus Spanien sein - Tango a. d. Nelson-Revue "Es hat geklingelt" (Nelson/Langfelder) Matr. E.OD 1505-1, Electrola E.G. 2764, EVA BUSCH, R. NELSON u. F. FREED an 2 Flügeln, Berlin Mai 1933
- Vom Fahrstuhl auf den Barstuhl - a. d. Nelson-Revue "Es hat geklingelt" (Nelson/Hannes/Schwabach) Electrola, EVA BUSCH und ERNST VEREBES, R. NELSON u. F. FREED an 2 Flügeln, Berlin Mai 1933
- Jo-Jo - a. d. Nelson-Revue "Es hat geklingelt" (Nelson/Hannes/Schwabach) Electrola, EVA BUSCH und ERNST VEREBES, R. NELSON u. F. FREED an 2 Flügeln, Berlin Mai 1933
- Monica - Chanson in Deutsch (Cor Lemaire = Rudolf Nelson) Matr. CL 7322-1, Columbia DF 2764, EVA BUSCH, Orchestre dir. PIERRE CHAGNON, Paris, 7. August 1940
- Zauberlied - Chanson in Deutsch (Cor Lemaire = Rudolf Nelson) Matr. CL 7323-1, Columbia DF 2764, EVA BUSCH, Orchestre dir. PIERRE CHAGNON, Paris, 7. August 1940
- Du sollst nicht traurig sein - Chanson in Deutsch (Cor Lemaire = Rudolf Nelson) Matr. CL 7324-2, Columbia DF 2765, EVA BUSCH, Orchestre dir. PIERRE CHAGNON, Paris, 7. August 1940
- Zigarette - Chanson in Deutsch (Cor Lemaire = Rudolf Nelson) Matr. CL 7325-2, Columbia DF 2765, EVA BUSCH, Orchestre dir. PIERRE CHAGNON, Paris, 7. August 1940
- Bel Ami - Foxtrot (Theo Mackeben/Beckmann) Matr. CL 7348-1, Columbia DF 2779, EVA BUSCH, Orchestre dir. JACQUES METEHEN, Paris, Oktober 1940
- Ich muß dir so viel sagen! (Mackeben/Pinelli) Matr. Be 12902, Odeon O-26472, EVA BUSCH mit Begleitorchester, Leitung Adolf Steimel, Berlin, 24. Juni 1941
- Ich danke dir! (Haentzschel/Beckmann) Matr. Be 12903, Odeon O-26472, EVA BUSCH mit Begleitorchester, Leitung ADOLF STEIMEL, Berlin, 24. Juni 1941
- Hinter den sieben Bergen (Mattes/Beckmann) Matr. Be 13490, Odeon O-26617, EVA BUSCH mit Begleitorchester, Leitung WILLY MATTES, Prag, 6. März 1944
- Wenn ich für dich nicht die Richtige bin! (Berco/Beckmann) Matr. Be 13493, Odeon O-26617, EVA BUSCH mit Begleitorchester, Leitung WILLY MATTES, Prag, 6. März 1944
- Auch für uns ist die Stunde gekommen (Mattes/Beckmann) Matr. Be 13491, Odeon O-26629, EVA BUSCH mit Begleitorchester, Leitung WILLY MATTES, Prag, 6. März 1944
- Ich lebe nur für einen Mann auf der Welt! (Mattes/Beckmann) Matr. Be 13492, Odeon O-26629, EVA BUSCH mit Begleitorchester, Leitung WILLY MATTES, Prag, 6. März 1944

### Vinyl-Platten (Auswahl)
- Eva Busch und ihre Lieder. Preiser Records, Wien 1991, 61 Minuten.